# محوطه شمی کلیی
محوطه شمی کلیی مربوط به عصر آهن است و در شهرستان نیر، بخش مرکزی، دهستان دورسون خواجه، روستای میمند واقع شده و این اثر در تاریخ ۲۷ بهمن ۱۳۸۷ با شمارهٔ ثبت ۲۴۵۶۷ به‌عنوان یکی از آثار ملی ایران به ثبت رسیده است.